# Nick Rizzo
Nicholas Anthony "Nick" Rizzo (9 de junho de 1979) é um ex-futebolista profissional australiano que atuava como meia.

## Carreira
Nick Rizzo representou a Seleção Australiana de Futebol, nas Olimpíadas de 2000 que atuou em casa. 